# Фокамберг (кантон)
Фокамберг (фр. Fauquembergues) — упраздненный кантон во Франции, регион Нор-Па-де-Кале, департамент Па-де-Кале. Входил в состав округа Сент-Омер.
В состав кантона входили коммуны (население по данным Национального института статистики за 2009 г.):
- Авру (539 чел.)
- Ангинегатт (431 чел.)
- Бомец-ле-Эр (218 чел.)
- Боми (596 чел.)
- Даннебрек (376 чел.)
- Куаэк (578 чел.)
- Лер (331 чел.)
- Мерк-Сен-Льевен (582 чел.)
- Оденктен (666 чел.)
- Ранти (554 чел.)
- Рекленган (187 чел.)
- Сен-Мартен-д'Арденган (306 чел.)
- Тьямбронн (710 чел.)
- Февен-Пальфар (522 чел.)
- Флешен (521 чел.)
- Фокамберг (973 чел.)
- Энкен-ле-Мин (1 051 чел.)
- Эрни-Сен-Жюльен (314 чел.)

## Экономика
Структура занятости населения :
- сельское хозяйство — 22,8 %
- промышленность — 6,0 %
- строительство — 14,9 %
- торговля, транспорт и сфера услуг — 32,2 %
- государственные и муниципальные службы — 24,1 %

## Политика
На президентских выборах 2012 г. жители кантона отдали Франсуа Олланду в 1-м туре 28,3 % голосов против 26,9 % у Марин Ле Пен и 26,8 % у Николя Саркози, во 2-м туре в кантоне победил Саркози, получивший 51,4 % голосов (2007 г. 1 тур: Саркози — 28,5 %, Сеголен Руаяль — 24,1 %; 2 тур: Саркози — 54,9 %). На выборах в Национальное собрание в 2012 г. по 6-му избирательному округу департамента Па-де-Кале в 1-м туре они отдали большинство голосов — 40,3 % — независимому левому кандидату Эрве Поэру, а во 2-м туре поддержали кандидата Союза за народное движение Фредерика Вашё, получившего 50,9 % голосов. (2007 г. 8-й округ. Мишелю Лефэ (СП): 1 тур — 44,2 %). На региональных выборах 2010 года в 1-м туре победил список социалистов, собравший 35,1 % голосов против 22,4 % у Национального фронта и 19,2 % у списка «правых». Во 2-м туре единый «левый список» с участием социалистов, коммунистов и «зелёных» во главе с Президентом регионального совета Нор-Па-де-Кале Даниэлем Першероном получил 44,6 % голосов, «правый» список во главе с сенатором Валери Летар занял второе место с 28,1 %, а Национальный фронт Марин Ле Пен с 27,3 % финишировал третьим.
|  | Кандидат      | Партия                  | % голосов |
|  | ------------- | ----------------------- | --------- |
|  | Ален Мекиньон | Социалистическая партия | 64,75     |
|  | Оливье Дельб  | Национальный фронт      | 35,25     |